# Xã Linton, Quận Ward, Bắc Dakota
Xã Linton (tiếng Anh: Linton Township) là một xã thuộc quận Ward, tiểu bang Bắc Dakota, Hoa Kỳ. Năm 2010, dân số của xã này là 31 người.